# Докучаєвський провулок (Київ)
Докуча́євський прову́лок — провулок у Солом'янському районі міста Києва, місцевості Протасів яр, Батиєва гора.
Пролягає від Докучаєвської вулиці до кінця забудови.

## Історія
Провулок виник у 1-й чверті XX століття під назвою 2-й Городній (2-й Огородній). Сучасна назва — з 1955 року, на честь вченого Василя Докучаєва.